# Rusape
Rusape é uma cidade da província de Manicaland, no Zimbabwe com uma população de cerca de 20.000 habitantes. Está localizada 170 km ao sudeste de Harare e 93 km ao noroeste de Mutare.
Rusape possui uma das mais importantes estações ferroviárias do Caminho de Ferro de Machipanda, que a conecta ao porto da Beira e à Harare.